# Beira Rio
Beira Rio är en ort i Brasilien.   Den ligger i kommunen Oliveira dos Brejinhos och delstaten Bahia, i den östra delen av landet, 700 km nordost om huvudstaden Brasília. Beira Rio ligger 443 meter över havet och antalet invånare är 3 500.
Terrängen runt Beira Rio är huvudsakligen platt, men åt nordost är den kuperad. Runt Beira Rio är det glesbefolkat, med 8 invånare per kvadratkilometer.. Närmaste större samhälle är Oliveira dos Brejinhos, 16,8 km väster om Beira Rio.
Omgivningarna runt Beira Rio är huvudsakligen savann.